# Fonte (Silveira)
A Fonte é uma zona balnear portuguesa localizada à Silveira, município das Lajes do Pico, ilha do Pico, arquipélago dos Açores.
Este local tranquilo, localizado na parte Sul da ilha apresenta-se rodeado de uma paisagem serena com um horizonte de mar como limite e com as montanhas da ilha pelo outro. Encontra-se próxima ao histórico Porto Baleeiro das Lajes do Pico e do Museu dos Baleeiros das Lajes do Pico, único do seu género em toda a Europa. Tem acesso fácil e parque de estacionamento.